# 南一水库

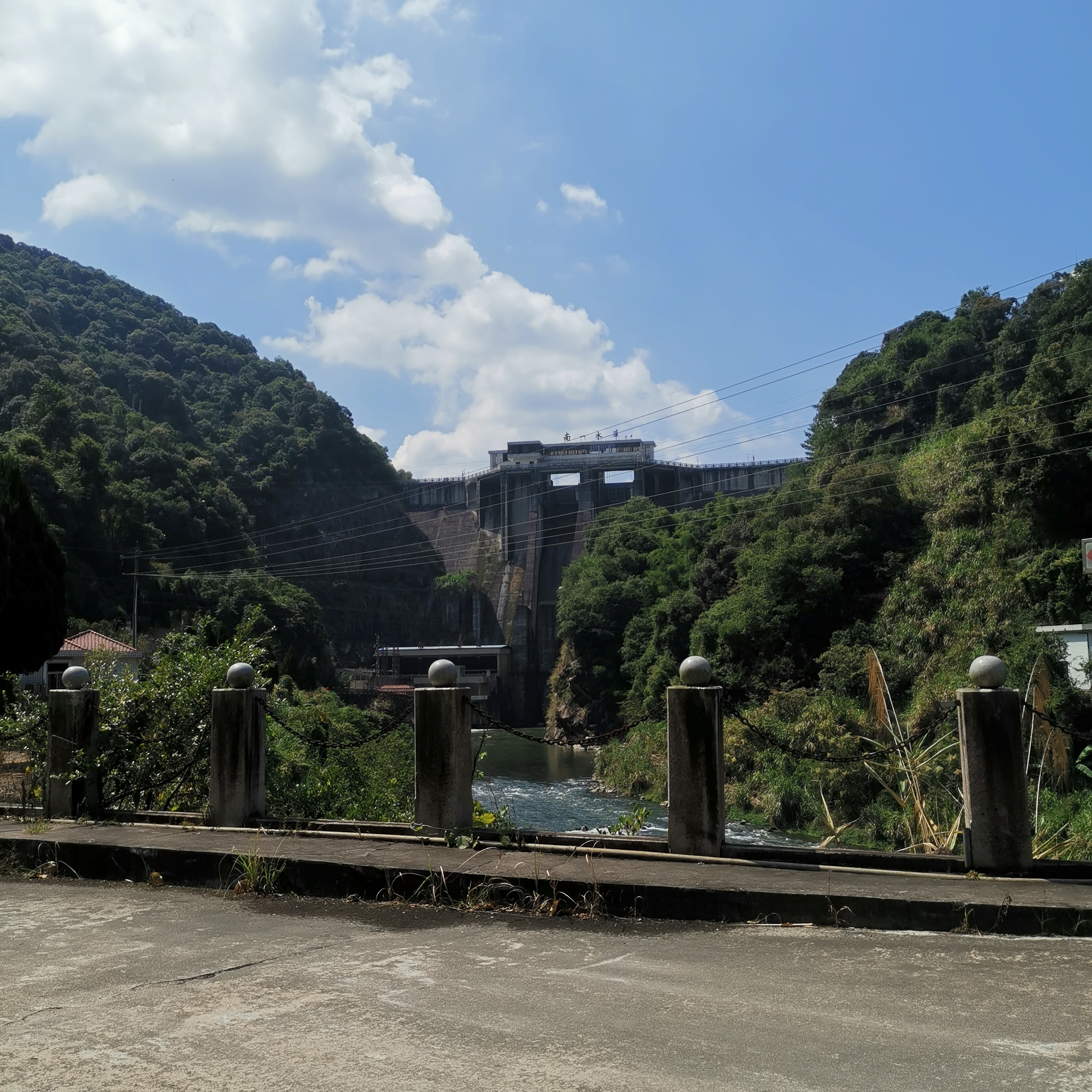
南一水库大坝

南一水库位于中国福建省漳州市南靖县，是以防洪为主，结合发电、供水功能的大（二）型水库，又称亨阳湖（以清代南靖奎洋人庄亨阳命名）。